# Заслучное
Заслучное (укр. Заслучне) — село в Красиловском районе Хмельницкой области Украины.
Население по переписи 2001 года составляло 1148 человек. Почтовый индекс — 31050. Телефонный код — 3855. Занимает площадь 3,645 км². Код КОАТУУ — 6822783401.

## История
В 1945 г. Указом Президиума ВС УССР село Волица-Йодко переименовано в Заслучное.

## Местный совет
31050, Хмельницкая обл., Красиловский р-н, с. Заслучное, пл. Ленина

## Известные уроженцы
- Масловский, Иван Аверкович (1915—2000) — Герой Социалистического Труда.